# 小狮子草
小狮子草又名多子水蓑衣（学名：Hygrophila polysperma），水族栽培又稱紅絲青葉，是爵床科水蓑衣属的水生植物。分布在马来西亚、印度以及中国大陆的云南、广西、广东等地，目前已人工培育作水族造景。